# 대동사천재 제일대위인 을지문덕
《대동사천재 제일대위인 을지문덕》(大東四千載第一大偉人乙支文德), 간단히 《을지문덕》(乙支文德)은 신채호가 지은 을지문덕의 전기집이다.

## 개요
대한제국의 문명개화를 위해 설립된 출판산인 광학서포에서 1908년에 간행되었다.
신채호가 지은 을지문덕의 전기집으로 안창호, 변영만, 이기찬 등이 서문에 글을 남겼으며, 서문에는 당시의 어려운 시대상을 과거의 영웅을 통해서 극복하려는 내용의 글들이 남겨져있다.